# Liste der Mitglieder der National Academy of Sciences/1986
Im Jahr 1986 wählte die National Academy of Sciences der Vereinigten Staaten 74 Personen zu ihren Mitgliedern.

## Neugewählte Mitglieder
- Gerald D. Aurbach (1927–1991)
- Robert Axelrod (* 1943)
- Peter J. Bickel (* 1940)
- Emilio Bizzi (* 1933)
- Walter L. Brown (1924–2017)
- John A. Carbon
- Michael J. Chamberlin (* 1937)
- Georges Charpak (1924–2010)
- J. Desmond Clark (1916–2002)
- Michael D. Coe (1929–2019)
- Samuel J. Danishefsky (* 1936)
- William H. Daughaday (1918–2013)
- Peter B. Dervan (* 1945)
- Peter H. Duesberg (* 1936)
- Bradley Efron (* 1938)
- Gert Ehrlich (1926–2012)
- Ellis Englesberg (1921–2013)
- Te Pei Feng (1907–1995)
- Charles O. Frake (1930–2021)
- Walter J. Gehring (1939–2014)
- Martin Gellert (* 1929)
- Arthur S. Goldberger (1930–2009)
- Major M. Goodman
- David J. Gross (* 1941)
- Robert W. Hellwarth (1930–2021)
- Ira Herskowitz (1946–2003)
- Bertil Hille (* 1940)
- Friedrich Hirzebruch (1927–2012)
- Kenneth J. Hsu (* 1929)
- John H. Humphrey (1915–1987)
- Leslie L. Iversen (1937–2020)
- Marion L. Jackson (1914–2002)
- Yuet Wai Kan (* 1936)
- Seymour Kaufman (1924–2009)
- Susan W. Kieffer (* 1942)
- Daniel Kleppner (* 1932)
- Ernst Knobil (1926–2000)
- Hans Kornberg (1928–2019)
- Leonard S. Lerman (1925–2012)
- Robert L. Letsinger (1921–2014)
- Rodolfo R. Llinas (* 1934)
- Philip W. Majerus (1936–2016)
- Brian W. Matthews (* 1938)
- Frank B. McDonald (1925–2012)
- Josef Michl (1939–2024)
- John L. Moll (1921–2011)
- C. Bradley Moore (* 1939)
- Richard A. Musgrave (1910–2007)
- Viktor Mutt (1923–1998)
- William L. Ogren
- Robert T. Paine (1933–2016)
- Sheldon Penman (1930–2021)
- Karl Popper (1902–1994)
- Osvaldo A. Reig (1929–1992)
- Robert C. Richardson (1937–2013)
- Liane B. Russell (1923–2019)
- Clarence A. Ryan, Jr. (1931–2007)
- David N. Schramm (1945–1997)
- Michael J. Seaton (1923–2007)
- H. Bolton Seed (1922–1989)
- Charles G. Sibley (1917–1998)
- Joseph V. Smith (1928–2007)
- Robert Solovay (* 1938)
- Shlomo Sternberg (1936–2024)
- George J. Todaro (* 1937)
- Susumu Tonegawa (* 1939)
- Donald L. Turcotte (1932–2025)
- Karen K. Uhlenbeck (* 1942)
- Roger H. Unger (1924–2020)
- Marc C. E. Van Montagu (* 1933)
- Hans Wallach (1904–1998)
- James C. Wang (* 1936)
- Harold Weintraub (1945–1995)
- Gerard de Vaucouleurs (1918–1995)